# Новий Двур (Лодзинське воєводство)
Новий Двур (пол. Nowy Dwór) — село в Польщі, у гміні Новий Кавенчин Скерневицького повіту Лодзинського воєводства.
Населення — 129 осіб (2011).
У 1975-1998 роках село належало до Скерневицького воєводства.

## Демографія
Демографічна структура станом на 31 березня 2011 року:
|          | Загалом | Допрацездатний вік | Працездатний вік | Постпрацездатний вік |
| -------- | ------- | ------------------ | ---------------- | -------------------- |
| Чоловіки | 68      | 14                 | 45               | 9                    |
| Жінки    | 61      | 12                 | 34               | 15                   |
| Разом    | 129     | 26                 | 79               | 24                   |